# 安邑城
安邑城，位于中国山西省夏县西北约7公里，即战国时期魏国国都安邑。安邑又被认为是夏朝君主禹的都城——阳城所在:25。1998年，以禹王城遗址之名，列为第三批全国重点文物保护单位。
魏惠王时期，魏国从安邑迁都至大梁。秦昭襄王二十一年（前286年），魏国献出安邑。秦国以安邑为中心设立河东郡（参见：安邑縣）。秦滅六國后，秦始皇三十二年（前215年），“堕坏城郭”。关东六国的城郭被拆毁。当代研究者认为，安邑城的大、小城即是在此时被破坏:26—27。

## 建筑遗址
城分大城、中城、小城和禹王庙四部分，小城在大城中央，禹王庙（或称禹王台）在小城东南角，中城在大城内西南部。经考古发掘出土大量东周到汉代的文物:25—26。
大城是东周时期遗迹:26。呈梯形，方向50°，面积13平方公里。东墙现厚17米，西墙现厚18.5米，南墙现厚11.5米，北墙现厚22米。夯土。北墙现长1530米，西墙现长4980米，南墙现长3565米。除北墙和西墙外，其余均已残破。
中城是汉代遗迹:26。被认为是汉代修建的安邑县（河东郡）的城池:27。遗址呈方形，面积6平方公里。其北墙现长1522米，现高1-5米，东墙现长960米，现高0.4-1米。
小城是东周时期遗迹:26。长方形，面积75.4公顷，东墙现厚16.5米，西墙现厚11米，南墙现厚11.3米，北墙现厚12米。四墙现各长495米、930米、990米、855米。
禹王庙遗址高9米，南北长70米，东西宽65米。

## 保护情况
2018年，遗址被举报存在被破坏及保护不力的问题。